# Machadocara
Machadocara is een geslacht van spinnen uit de familie hangmatspinnen (Linyphiidae).

## Soorten
De volgende soorten zijn bij het geslacht ingedeeld:
- Machadocara dubia Miller, 1970
- Machadocara gongylioides Miller, 1970